# Danny Glover
Danny Lebern Glover (ur. 22 lipca 1946 w San Francisco) – amerykański aktor, producent filmowy i reżyser, ambasador dobrej woli UNICEF.

## Życiorys

### Dzieciństwo i młodość
Aktor Danny Glover urodził się 22 lipca 1946 r. W San Francisco w Kalifornii. Jego rodzice, Carrie i James Glover, byli zarówno pracownikami pocztowymi, jak i aktywnymi członkami NAACP. Ich działalność wywarła duży wpływ na Danny’ego, który później sam stał się aktywistą walczącym o prawa czarnych Amerykanów. Podobnie jak ojciec od dziecka kochał sport.
Jako nastolatek zaczął chorować na padaczkę. Jednak jak sam stwierdził, dzięki technice pogłębionej koncentracji i autohipnozie udało mu się w wieku 35 lat powstrzymać jej napady.
Po skończeniu szkoły średniej rozpoczął studia na uniwersytecie stanowym San Francisco, gdzie poznał swoją przyszłą żonę, Asake Bomani. W 1975 wziął z nią ślub, a 5 stycznia następnego roku przyszła na świat ich jedyna córka, Mandisa. Na uniwersytecie należał do Związku Czarnych Studentów, który wraz z dwoma innymi stowarzyszeniami przez pięć miesięcy prowadził strajk, domagając się utworzenia wydziału czarnych studiów. Był to najdłuższy studencki strajk w amerykańskiej historii, w jego wyniku wydział utworzono.

### Kariera
Początkowo pracował w miejskiej administracji. Choć miał różne zainteresowania, nie myślał o aktorstwie. W wieku trzydziestu kilku lat zapisał się do grupy czarnych aktorów pracujących w American Conservatory Theater. Razem z Jeanem Sheltonem ćwiczył w Shelton Actors Lab. Później w jednym z wywiadów powiedział, że to dzięki niemu zdecydował się porzucić pracę w administracji i zostać aktorem. By dalej rozwijać swoje umiejętności wyjechał do Los Angeles.
Karierę zaczynał występując gościnnie w serialach i grając niewielkie role w filmach. Jego ekranowym debiutem był występ w sensacyjnej Ucieczce z Alcatraz Dona Siegela (1979), jednak na pierwszą dużą rolę musiał poczekać dopiero do 1985 roku, kiedy zagrał postać męża bohaterki (Whoopi Goldberg) w głośnym Kolorze purpury Stevena Spielberga. W swoim dorobku ma wiele rozmaitych produkcji, ale prawdziwą sławę przyniosła mu dopiero postać sierżanta Rogera Murtaugha w filmie Zabójcza broń (1987), w którym stworzył niezapomniany duet z Melem Gibsonem. Para powracała na ekrany kin jeszcze trzykrotnie - po raz ostatni w 1998 roku. Jego popularność wzrosła po pierwszym w swej karierze blockbusterze - drugiej części filmu Predator 2 (1990), który okazał kasowym hitem. W tym samym roku gościnnie wystąpił w teledysku Michaela Jacksona do piosenki „Liberian Girl”. Nominację do nagrody Emmy przyniosła jemu w 1987 roku tytułowa rola w telewizyjnym dramacie HBO Mandela o życiu Nelsona Mandeli. Potem zagrał w reżyserskim debiucie Morgana Freemana Bopha! (1993) i Świętym z Fortu Washington (1993) u boku Matta Dillona. W 1994 wyreżyserował dla kanału Showtime krótkometrażowy film pt. Override. W tym samym roku razem z aktorem Benem Guillorym stworzył w Los Angeles Robey Theatre Company.
Od lat 90. rzadko pojawiał się w telewizyjnych produkcjach, skupiając się bardziej na filmach. Wystąpił jako członek zwariowanego Genialnego klanu Wesa Andersona (2001). Początkowo niechętnie podchodził do współpracy z kontrowersyjnym Duńczykiem Larsem von Trierem, lecz ostatecznie zdecydował się jednak na udział w historii o kwestii niewolnictwa i jego następstwach Manderlay (2005). Pojawił się także jako Isaac Marshall w serialu Bracia i siostry (2007–2008). W katastroficznym filmie Rolanda Emmericha 2012 (2009) wcielił się w postać prezydenta USA Thomasa Wilsona. W niezależnym thrillerze sensacyjnym Bad Asses (2014) zagrał byłego hokeistę, który tworzy zabójczy duet z trenerem boksu (Danny Trejo).
Glover oprócz grania w filmach użycza głosu w produkcjach dla dzieci. Te najbardziej znane to Mrówka Z, Krowy na wypasie i Zakochany wilczek

### Debiut reżyserski
Szukając materiału na swój reżyserski debiut, Glover postanowił, że nakręci biograficzny film o jednym z przywódców powstania na Haiti przeciwko Francuzom. Wybrał Toussainta L’Ouverture. W maju 2006 skompletowano obsadę, w której znaleźli się m.in. Jonathan Rhys Meyers, Wesley Snipes, Don Cheadle i Mos Def. Koszty produkcji oszacowano na 30 milionów dolarów, a zdjęcia miały się rozpocząć pod koniec 2006 r. w Południowej Afryce. W maju 2007 prezydent Wenezueli Hugo Chávez przeznaczył 18 milionów dolarów na sfinansowanie produkcji Glovera, co oburzyło wenezuelskich filmowców, którzy woleliby, żeby te pieniądze wsparły ich rodzime kino. Miesiąc później, kiedy aktor przyjechał do Caracas w poszukiwaniu miejsca do kręcenia zdjęć, filmowcy przekazali mu petycję, w której chcieli, by jeszcze raz rozważył wykorzystanie przyznanych mu funduszy. W kwietniu 2008 wenezuelskie Zgromadzenie Narodowe zatwierdziło dodatkowe 9 840 505 dolarów na produkcję filmu Glovera.

## Filmografia - aktor
- 1979: B.J. and the Bear – reporter telewizyjny Matt Thomas (1 odc.)
- 1979: Lou Grant – Leroy (1 odc.)
- 1979: Paris (1 odc.)
- 1979: Ucieczka z Alcatraz (Escape from Alcatraz) – więzień
- 1981: Palmerstown, U.S.A. – Harley (1 odc.)
- 1981: Największy amerykański bohater (The Greatest American Hero) – wiceoficer[8]
- 1981: Posterunek przy Hill Street (Hill Street Blues) – Jesse John Hudson (4 odc.)
- 1981: Gimme a Break! – Bill (1 odc.)
- 1981:Chu Chu and the Philly Flash – Morgan
- 1981: Oscar Micheaux, Film Pioneer – Oscar Micheaux
- 1982: Out
- 1983: Chiefs – Marshall Peters
- 1983: Memorial Day
- 1983: The Face of Rage
- 1984: Miejsca w sercu (Places in the Heart) – Moze
- 1984: Człowiek z lodowca (Iceman) – Loomis
- 1985: Kolor purpury (The Color Purple) – Albert
- 1985: Silverado – Mal
- 1985: Świadek (Witness) – McFee
- 1985: And the Children Shall Lead
- 1986: Tall Tales & Legends – John Henry (1 odc.)
- 1987: Zabójcza broń (Lethal Weapon) – Roger Murtaugh
- 1987: Mandela – Nelson Mandela
- 1987: Place at the Table
- 1988: Bat 21 (Bat* 21) – kapitan Bartholomew Clark
- 1989: Zabić skazanego (Dead Man Out) – Alex
- 1989: Na południe od Brazos (Lonesome Dove) – Joshua Deets
- 1989: A Raisin in the Sun – Walter Lee
- 1989: Zabójcza broń 2 (Lethal Weapon 2) – Roger Murtaugh
- 1989: Saturday Night Live – Roger Murtaugh (1 odc.)
- 1989: Lonesome Dove – Joshua Deets (serial)
- 1990: Spać ze złem (To Sleep with Anger) – Harry Mention
- 1990: Predator 2 – porucznik Mike Harrigan
- 1991: Nowe przygody Kapitana Planety[9] – profesor Apollo (głos, 1 odc.)
- 1991: Szczęściarz (Pure Luck) – Raymond Campanella
- 1991: Rozróba w Harlemie (A Rage in Harlem) – Easy Money
- 1991: Lot „intrudera” (Flight of the Intruder) – CDR Frank Dooke Camparelli
- 1991: Wielki Kanion (Grand Canyon) – Simon
- 1992: Zabójcza broń 3 (Lethal Weapon 3) – Roger Murtaugh
- 1993: The Untold West – narrator (1 odc.)
- 1993: Bopha! – Micah Mangena
- 1993: Queen – Alec Haley
- 1993: Święty z fortu Waszyngtona (The Saint of Fort Washington) – Jerry
- 1994: Anioły na boisku (Angels in the Outfield) – George Knox
- 1994: Maverick – mężczyzna, który napadł na bank
- 1995: Happily Ever After: Fairy Tales for Every Child (1 odc.)
- 1996: Amerykański sen (America’s Dream) – Silas
- 1997: Zaklinacz deszczu (The Rainmaker) – sędzia Tyrone Kipler
- 1997: Przygoda na rybach (Gone Fishin’) – Gus Green
- 1997: Dzika Ameryka (Wild America) – Góral
- 1997: Czarna kawaleria ([Buffalo Soldiers) – sierżant Wyatt
- 1997: Śledztwo nad przepaścią (Switchback) – Bob Goodall
- 1998: Zabójcza broń 4 (Lethal Weapon 4) – Roger Murtaugh
- 2001: Genialny klan (The Royal Tenenbaums) – Henry Sherman
- 2001: Trzecia rano (3 A.M.) – Hershey
- 2003: Biography – narrator (1 odc.)
- 2003: Nowi sąsiedzi (Good Fences) – Tom Spader
- 2004: Piła (Saw) – David Tapp
- 2004: The Cookout – sędzia Crowley
- 2004: Ziemiomorze (Legend of Earthsea) – Ogion
- 2005: Ostry dyżur (ER) – Charlie Pratt (4 odc.)
- 2005: Manderlay – Wilhelm
- 2005: Missing in America – Jake
- 2005: The Exonerated – David
- 2006: Dreamgirls – Marty Madison
- 2006: Na psa urok (The Shaggy Dog) – prokurator okręgowy Ken Hollister
- 2006: Barnyard – Miles (głos)
- 2007: Strzelec – pułkownik Johnson
- 2007–08: Bracia i siostry (Brothers & Sisters) – Isaac Marshall (6 odc.)
- 2008: Piła V (Saw V) – David Tapp
- 2009: Na imię mi Earl (My Name is Earl) – Thomas (1 odc.)
- 2009: Nite Tales: The Series (1 odc.)
- 2009: 2012 – prezydent USA, Wilson
- 2010: Wspólnicy z przypadku (Night Train) – konduktor
- 2010: Zgon na pogrzebie (Death at a funeral) – wujek Russell
- 2011: Smoczy wiek (Age of The Dragons) – kapitan Ahab
- 2012: Touch jako Arthur Teller
- 2014: Bad Ass 2: Twardziele (Bad Ass 2: Bad Asses) jako Bernie Pope
- 2015: Bad Ass 3 (Bad Asses on the Bayou) jako Bernie Pope
- 2016: Prawie święta (Almost Christmas) jako Walter
- 2016: Co ty wiesz o swoim dziadku? (Dirty Grandpa) jako Stinky
- 2019: Truposze nie umierają jako Hank Thompson
- 2023: Nieznośna dziewiątka jako Święty Mikołaj[10]

## Producent
- 2003: The Henry Lee Project
- 2003: Nowi sąsiedzi (Good Fences)
- 2007: Toussaint

## Reżyser
- 1994: Override
- 2002: Marzenie (Just a Dream)
- 2007: Toussaint